# Naoki Kumata
Naoki Kumata (japanisch 熊田 直紀 Kumata Naoki; * 2. August 2004 in der Präfektur Fukushima) ist ein japanischer Fußballspieler.

## Karriere

### Verein
Naoki Kumata erlernte das Fußballspielen in der Jugendmannschaft des FC Tokyo. Hier unterschrieb er im Februar 2023 seinen ersten Vertrag. Der Verein aus der Präfektur Tokio spielt in der ersten japanischen Liga. Sein Erstligadebüt gab Naoki Kumata am 1. April 2023 (6. Spieltag) im Auswärtsspiel gegen Sagan Tosu. Bei der 1:0-Niederlage wurde er in der 82. Minute für Teruhito Nakagawa eingewechselt. Bis zum Saisonende absolvierte Kumata insgesamt acht Ligapartien und erzielte bei der 1:2-Heimniederlage gegen Avispa Fukuoka einen Treffer. Am 26. Januar 2024 wechselte er auf Leihbasis zum belgischen Zweitligisten Jong KRC Genk. Nach neun Ligaspielen kehrte er im Sommer 2024 nach Japan zurück. Im August 2024 wurde er von dem Zweitligisten Iwaki FC ausgeliehen.

### Nationalmannschaft
Seit 2022 absolvierte Naoki Kumata zehn Länderspiele für die japanischen U-20-Nationalmannschaft und erzielte dabei sieben Treffer. Mit der Auswahl nahm er im März 2023 an der Asienmeisterschaft in Usbekistan teil und erreichte dort das Halbfinale. Dadurch war man für die folgende U-20-Weltmeisterschaft im August 2023 in Argentinien qualifiziert, jedoch schied Japan dort schon in der Gruppenphase aus.